# (35564) 1998 GY5
1998 GY5 (asteroide 35564) é um asteroide da cintura principal. Possui uma excentricidade de 0.09345070 e uma inclinação de 13.33073º.
Este asteroide foi descoberto no dia 2 de abril de 1998 por LINEAR em Socorro.